# والتر س. ألفاريز
والتر س. ألفاريز (بالإنجليزية: Walter Clement Alvarez)‏ هو طبيب أمريكي، ولد في 22 يوليو 1884 في سان فرانسيسكو في الولايات المتحدة، وتوفي في 18 يونيو 1978 في الولايات المتحدة.